# Jarosław Deda
Jarosław Myrosławowycz Deda, ukr. Ярослав Мирославович Деда (ur. 28 maja 1999 w Iwano-Frankowem) – ukraiński piłkarz, grający na pozycji napastnika.

## Kariera piłkarska

### Kariera klubowa
Wychowanek klubów BRW-WIK Włodzimierz Wołyński i Wołyń Łuck, barwy których bronił w juniorskich mistrzostwach Ukrainy (DJuFL). 25 lipca 2014 rozpoczął karierę piłkarską w drużynie młodzieżowej Wołyni Łuck, a 13 marca 2016 debiutował w Premier-lidze. Latem 2017 opuścił łucki klub. 8 września 2017 został piłkarzem azerskiego Qarabağ Ağdam. 1 marca 2019 podpisał kontrakt z Karpatami Lwów.

### Kariera reprezentacyjna
Występował w juniorskich reprezentacjach Ukrainy różnych kategorii wiekowych.